# Toronto Tecumsehs
Toronto Tecumsehs byl profesionální kanadský klub ledního hokeje, který sídlil v Torontu v provincii Ontario. V letech 1912–1913 působil v profesionální soutěži National Hockey Association. Své domácí zápasy odehrával v hale Mutual Street Arena s kapacitou 7 500 diváků. Klubové barvy byly červená a bílá.
V roce 1913 Tecumsehs kvůli špatné finanční politice zbankrotovaly. Vlastník klubu Bellingham pak licenci prodal Tomu Wallovi, který v lize založil tým Toronto Ontarios.

## Umístění v jednotlivých sezonách
Stručný přehled
Zdroj: 
- 1912–1913: National Hockey Association

Jednotlivé ročníky
Zdroj: 
Legenda: Z - zápasy, V - výhry, VP - výhry v prodloužení, R - remízy, P - porážky, PP - porážky v prodloužení, VG - vstřelené góly, OG - obdržené góly, +/- - rozdíl skóre, B - body, KPW - Konference Prince z Walesu, CK - Campbellova konference, ZK - Západní konference, VK - Východní konference, fialové podbarvení - reorganizace, změna skupiny či soutěže
| Kanada (1912 – 1913) |      |        |    |   |    |   |    |    |    |    |     |    |        |          |
| Sezóny               | Liga | Úroveň | Z  | V | VP | R | PP | P  | VG | OG | +/- | B  | Pozice | Play-off |
| 1912/13              | NHA  | –      | 20 | 7 | –  | 0 | –  | 13 | 59 | 68 | -9  | 14 | 6.     | –        |